# قطعنامه ۶۷۶ شورای امنیت
قطعنامه ۶۷۶ شورای امنیت سازمان ملل متحد که در تاریخ ۲۸ نوامبر ۱۹۹۰ تصویب شد، سندی بین‌المللی دربارهٔ ایران-عراق است. این قطعنامه طی نشست ۲۹۶۱ام با ۱۵ رای موافق، ۰ مخالف و ۰ ممتنع تصویب شد.